# سد سيدي عبد الله
سد سيدي عبد الله هو سد يقع في الجماعة القروية تمالكوت بإقليم تارودانت، وهو بسعة تخزين تقدر ب 10,4 مليون متر مكعب، ويساهم هذا السد في تعزيز البنية التحتية المائية لحوض سوس وذلك لمواكبة النمو الإقتصادي والإجتماعي الذي تشهده المنطقة. وقد مكن هذا السد من:
- تعزيز تزويد مدينة تارودانت والمراكز القروية المجاورة بالماء الصالح للشرب والماء الصناعي
- ري حوالي 1500 هكتار من الأراضي الفلاحية بسافلة السد
- حماية المناطق المتواجدة بسافلة السد من الفيضانات

يوجد سد سيدي عبد الله على واد الواعر، على بعد حوالي 25 كلم شمال مدينة تارودانت. و هو سد من الخرسانة المدكوكة، يبلغ علوه 63 متر فوق الأساس وطول قمته 370 مترا. و قد تطلب انجازه وضع حوالي 500 ألف متر مكعب من الخرسانة المدكوكة.

## تاريخ
إنطلقت أشغال إنجاز سد سيدي عبد الله في سنة 2010، بتكلفة إجمالية قدرت بـ 700 مليون درهم.
وقد كان من المنتظر الإنتهاء من الأشغال وتسليم المشروع في سنة 2014، إلا أن الصعوبات المالية للشركة المكلفة بأشغال بناء السد حالت دون ذلك، مما اضطر وزارة التجهيز والنقل واللوجستيك والماء إلى فسخ العقد مع الشركة، ومباشرة مسطرة التصفية القضائية، وفتح طلب عروض لشركة أخرى لإستكمال الأشغال، وهو الأمر الذي يتطلب وقتاً طويلاً مما سبب في تأخير أشغال بناء هذا السد.
في سنة 2020، تم الشروع في عملية ملء السد.